# Trichonotulus dzamosanicus
Trichonotulus dzamosanicus är en skalbaggsart som beskrevs av Zdzisława Stebnicka 1973. Trichonotulus dzamosanicus ingår i släktet Trichonotulus och familjen Aphodiidae. Inga underarter finns listade i Catalogue of Life.